# کریستی کابان
کریستی کابان (انگلیسی: Christy Cabanne؛ ۱۶ آوریل ۱۸۸۸ – ۱۵ اکتبر ۱۹۵۰) یک هنرپیشه، فیلم‌نامه‌نویس و کارگردان اهل ایالات متحده آمریکا بود.

## فیلم‌شناسی
- ترسیده در حد مرگ (کارگردان)
- برای پسرش (بازیگر)
- جین ایر (کارگردان)
- مونت‌کارلو (کارگردان)
- وراثت (بازیگر)
- گوژپشتی (کارگردان)
- نبرد (بازیگر)
- خواهران (کارگردان و نویسنده)
- ورای رنگین‌کمان (کارگردان و نویسنده)